# Pseudocodiaceae
Pseudocodiaceae es una familia monotípica de algas, perteneciente al orden Bryopsidales.
Su único género Pseudocodium tiene las siguientes especies:

## Especies dePseudocodium
- Pseudocodium australasicum
- Pseudocodium de-vriesii
- Pseudocodium floridanum